# Nestinarstwo

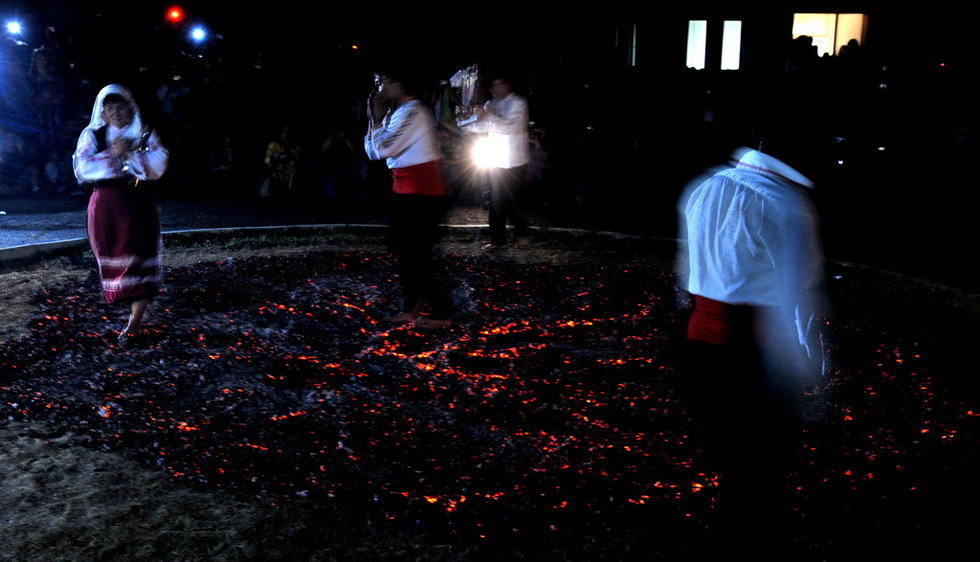
Nestinarstwo

Nestinarstwo (bulgarisch Нестинарство) ist ein ritueller Feuertanz aus dem bulgarischen Strandscha-Gebirge. Ähnliche Feuertänze finden sich auch in Nordgriechenland.

## Geschichte
Der Brauch vereinigt christliche und pagane Elemente und knüpft an eine jahrtausendelange Tradition der Feuerkulte an. Hierzu gibt es verschiedene Theorien über die Entstehung dieses Brauches. Eine Überlegung geht von der Übernahme eines thrakischen Brauches durch die Bulgaren aus. Andere Theorien gehen davon aus, dass der Ursprung des Nestinarstwo im Kult der Mitra oder des Dionysos liegt. 2009 wurde der Nestinarstvo in die Repräsentative Liste des immateriellen Kulturerbes der Menschheit aufgenommen.

## Tradition
Das Fest um den Nestinarstwo feiert man im Strandscha-Gebirge vom 21. bis 23. Mai. Im orthodoxen Kalender sind dies die Tage des heiligen Konstantin und der heiligen Helena. Mit dieser Heiligenverehrung ist der Brauch Nestinarstwo verbunden. Dieser Brauch wird von Generation zu Generation weitervererbt und wird hauptsächlich von Frauen (nestinarki), selten aber auch von Männern (nestinari) ausgeübt. Zu früheren Zeiten war der Brauch in der Region um die Stadt Malko Tarnowo verbreitet, aktuell aber nur noch regelmäßig in den Dörfern Bulgari und Sliwarowo durchgeführt. Der Nestinarstwo folgt dabei einem klaren Ablauf: nach der morgendlichen Messe in der Kirche sammeln sich die Bewohner der Dörfer Sliwarowo und Bulgari, um zusammen mit dem Klang von gaida (Sackpfeife) und tapan (Trommel) und einer getragenen Ikone des heiligen Konstantin zu einem Brunnen zu gehen. An diesem Ort wird gemeinsam gegessen. Danach ziehen alle Leute auf den Dorfplatz, wo ein großes Feuer entzündet wird. Nach Sonnenuntergang kommt es zum Tanz der nestinari.
Während die Musik spielt, verfallen die Tänzerinnen in Trance, nehmen die Ikone mit beiden Händen und betreten barfuß mit kleinen Schritten die heiße Glut. Dann folgt ein Tanzreigen um die Glut. Nestinari glauben, dass sie durch den Feuertanz von Konstantin beschützt werden. Außerdem werden mit dem Ritual Gesundheit und Fruchtbarkeit verbunden.

## Trivia
Die Nestinari-Nunatakker auf der Livingston-Insel im Archipel der Südlichen Shetlandinseln wurden nach dem Ritual benannt.